# Ménisque (maladie professionnelle)
Pour les articles homonymes, voir Ménisque.
Une lésion du ménisque peut être reconnue comme maladie professionnelle dans certains pays, sous conditions.
Ce sujet relève du domaine de la législation sur la protection sociale et a un caractère davantage  juridique que médical. Pour la description clinique de la maladie se reporter à l'article suivant :

## Législation en France

### Régime général
| Fiche Maladie professionnelle | Fiche Maladie professionnelle | Fiche Maladie professionnelle |
| Ce tableau définit les critères à prendre en compte pour qu'une lésion du ménisque soit prise en charge au titre de la maladie professionnelle                                                             | Ce tableau définit les critères à prendre en compte pour qu'une lésion du ménisque soit prise en charge au titre de la maladie professionnelle | Ce tableau définit les critères à prendre en compte pour qu'une lésion du ménisque soit prise en charge au titre de la maladie professionnelle |
| Régime Général. Date de création : 23 juin 1985 | Régime Général. Date de création : 23 juin 1985                                                                                                | Régime Général. Date de création : 23 juin 1985                                                                                                |
| Tableau N° 79 RG | Tableau N° 79 RG | Tableau N° 79 RG |
| Lésions chroniques du ménisque | Lésions chroniques du ménisque | Lésions chroniques du ménisque |
| --- | --- | --- |
| Désignation des Maladies | Délai de prise en charge | Liste indicative des principaux travaux susceptibles de provoquer ces maladies                                                                 |
| Lésions chroniques du ménisque à caractère dégénératif, confirmées par examens complémentaires ou au cours de l'intervention curative, ainsi que leurs complications : fissuration ou rupture du ménisque. | 2 ans | Travaux comportant des efforts ou des ports de charges exécutés habituellement en position agenouillée ou accroupie.                           |
| Date de mise à jour : 7 septembre 1991 | | |

### Régime agricole
| Fiche Maladie professionnelle | Fiche Maladie professionnelle | Fiche Maladie professionnelle |
| Ce tableau définit les critères à prendre en compte pour qu'une lésion du ménisque soit prise en charge au titre de la maladie professionnelle                                                             | Ce tableau définit les critères à prendre en compte pour qu'une lésion du ménisque soit prise en charge au titre de la maladie professionnelle | Ce tableau définit les critères à prendre en compte pour qu'une lésion du ménisque soit prise en charge au titre de la maladie professionnelle |
| Régime Agricole. Date de création : 21 août 1993 | Régime Agricole. Date de création : 21 août 1993                                                                                               | Régime Agricole. Date de création : 21 août 1993                                                                                               |
| Tableau N° 53 RA | Tableau N° 53 RA | Tableau N° 53 RA |
| Lésions chroniques du ménisque | Lésions chroniques du ménisque | Lésions chroniques du ménisque |
| --- | --- | --- |
| Désignation des Maladies | Délai de prise en charge | Liste indicative des principaux travaux susceptibles de provoquer ces maladies                                                                 |
| Lésions chroniques du ménisque à caractère dégénératif, confirmées par examens complémentaires ou au cours de l'intervention curative, ainsi que leurs complications : fissuration ou rupture du ménisque. | 2 ans | Travaux comportant des efforts ou des ports de charges exécutés habituellement en position agenouillée ou accroupie.                           |
| Date de mise à jour : | | |